# Virtudes (ángeles)

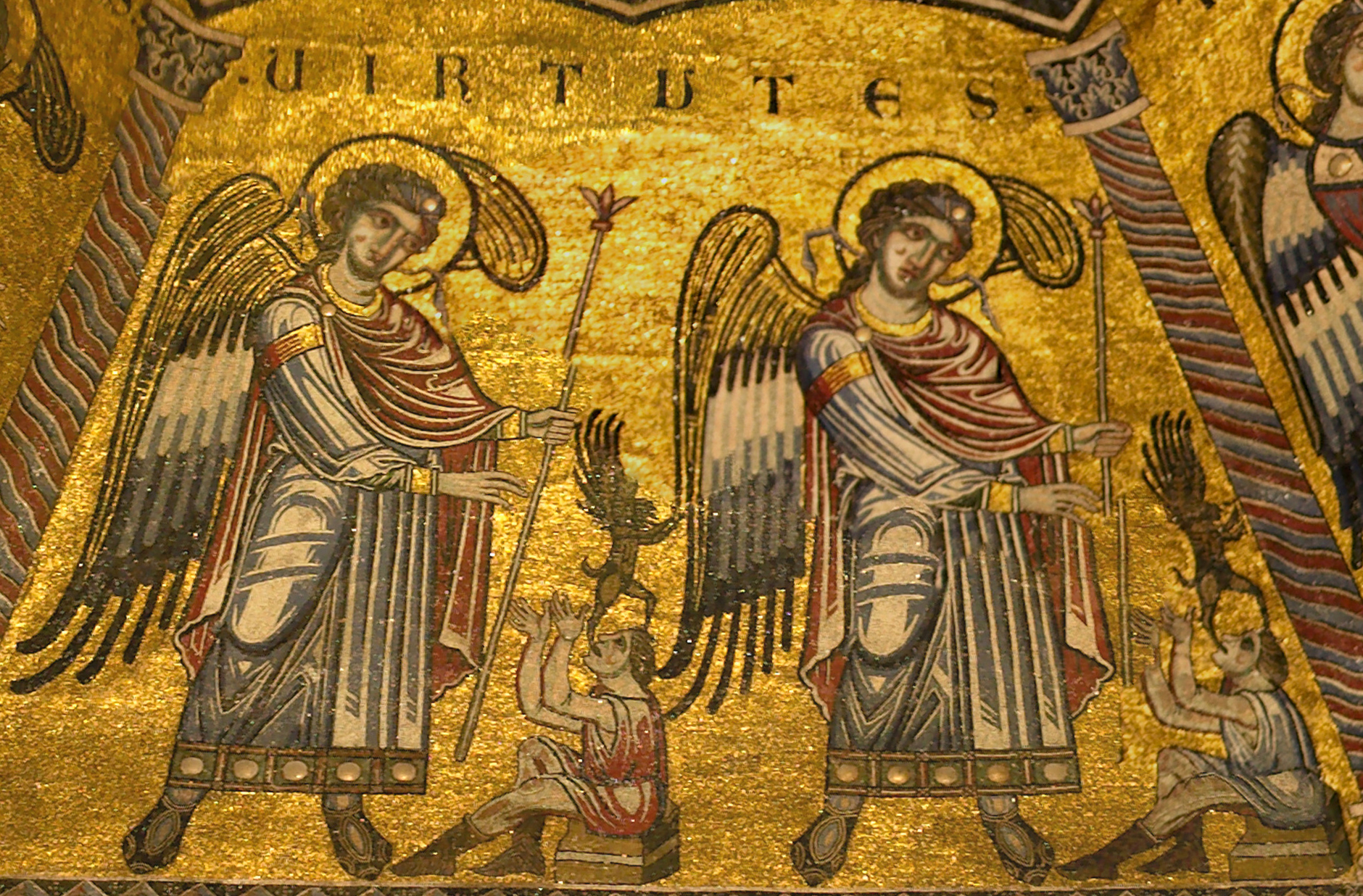
Virtudes en mosaico del Baptisterio de San Juan (Florencia)

Las Virtudes (también llamados "Ángeles de La Guarda") son aquellos ángeles que tienen como misión ayudar al ser humano a acercarse a Dios, bajan a la tierra, pero no como forma humana, sino como entes abstractos.
Cada ser humano posee sus virtudes que lo ayudan a acercarse a Dios y así finalmente a la hora de la muerte gozar en su comunión.
También se les ha asociado en muchos aspectos a los servidores de la Virgen María, y se ha concluido que los ángeles que la acompañan son en su mayoría virtudes. Suelen llevar flores o símbolos de María y están muy relacionados con la Pasión de Cristo.
A las virtudes se les adjudica ser las portadoras de la gracia divina y el valor, y su deber principal es el de trabajar por los milagros en la tierra. Tradicionalmente se decía que los ángeles que presidieron la Ascensión de Jesús fueron justamente Virtudes.